# بيلي ميليغان
بيلي ميليغان (بالإنجليزية: Billy Milligan)‏ هو لاعب كرة قاعدة أمريكي، ولد في 19 أغسطس 1878 في بوفالو في الولايات المتحدة، وتوفي بنفس المكان في 14 أكتوبر 1928.

## وصلات خارجية
- بيلي ميليغان على موقعبيزبول رفرنس.كوم (الدوري الرئيسي) (الإنجليزية)
- بيلي ميليغان على موقعبيزبول رفرنس.كوم (الدوري الثانوي) (الإنجليزية)